# アパンダ

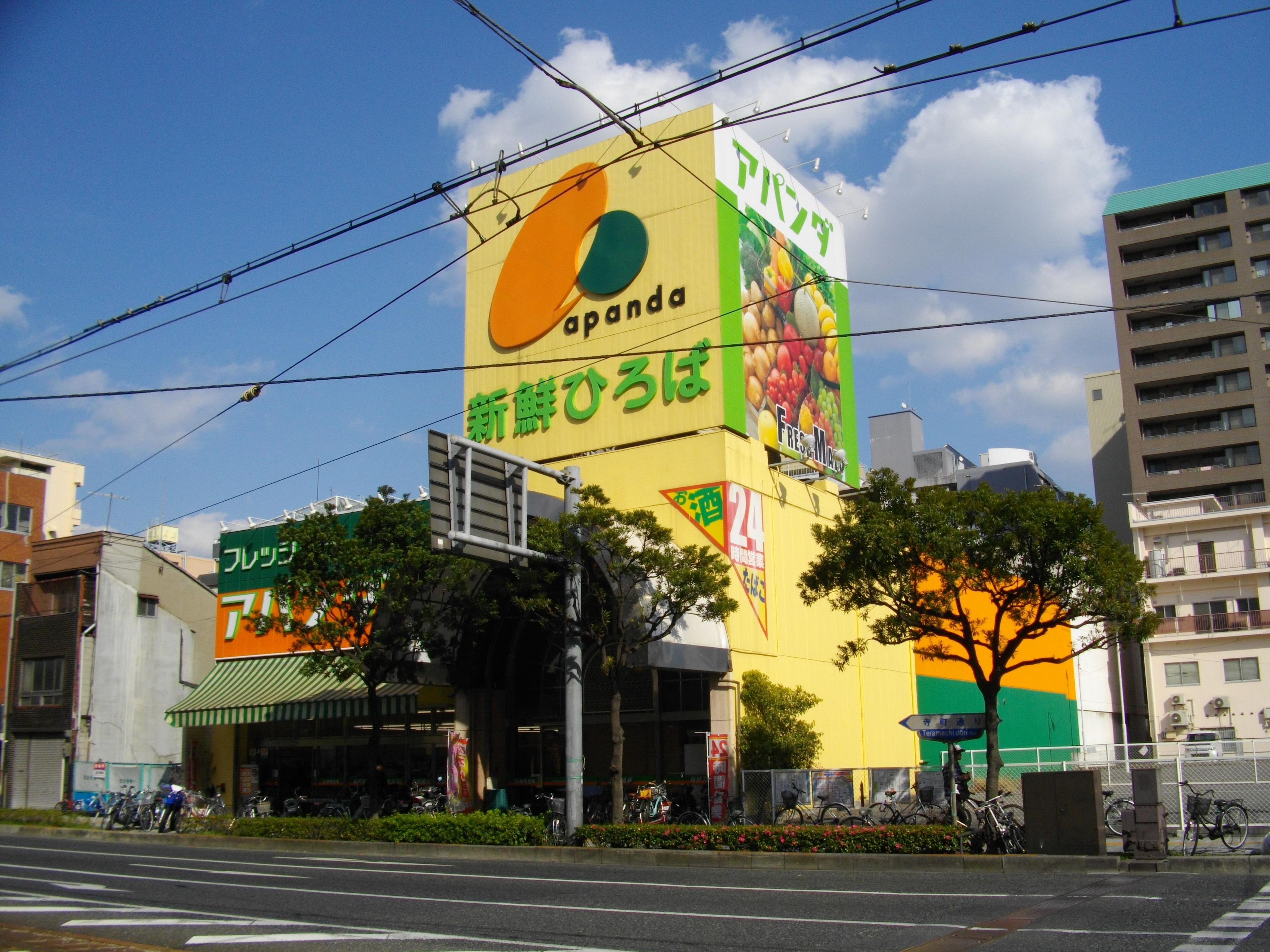
元アパンダ十日市店。
元々はおおうちの本社で、現在はユアーズ十日市店になっている。

アパンダ（Apanda）は、かつて九州地方と広島県広島市に店舗を展開していたスーパーマーケットチェーン。運営法人の会社更生法適用により、2008年4月29日 21:00で全ての営業を終了。最後まで残った一部の店舗が、同年5月1日付で広島のスーパーマーケットチェーン・ユアーズ（本社：広島県安芸郡海田町）グループに引き継がれ、広島の店舗は「ユアーズ」に、九州の店舗はユアーズが引き継いでいた「丸和」に承継された。
本項では、アパンダの運営法人であり、ビジネスホテルのホテル アパンダも経営していた株式会社石原商事（いしはらしょうじ、本社：福岡県北九州市小倉南区）と、同社に合併された会社についても述べるが、石原商事と合併した旧株式会社おおうち経営の「スーパーおおうち」については、おおうちを参照のこと。

## 概要
「アパンダ」はギリシャ語で“人が集まる”という意味でつけられた。
石原商事自体は1993年の創業（同年9月1日会社設立）で、当初は葬祭業を営んでいた。その後、「シアーズ・1」（シアーズ・ワン）の名称でスーパーマーケット業に進出。1号店は経営破綻した当時九州最大級の地場スーパー・壽屋伊田店跡にオープン。その後各地で撤退した店舗跡地に次々と進出すると共に、「株式会社なかの」（本社：福岡県田川市→北九州市小倉北区）など同業他社を買収・合併し、規模を拡大していった。
「なかの」は旧産炭地域である田川地区で創業。以後筑豊・京築・北九州市を中心として、福岡都市圏や大分県に至る広い地域で、食品に特化したスーパーとして営業し、その後本社を北九州市に移したが、同業他社との競争に事実上敗れ、苦しい経営状態となっていた時に石原商事が買収。これが規模拡大の大きなきっかけとなった。
その後、現在のセガサミーグループ傘下の不動産ディベロッパーであった「株式会社アパンダ」から商標の権利を取得すると共に、同社の社長でかつてダイエーの経営にも関わっていた平山敞を社長に迎え入れた。
2006年8月1日に広島県広島市南区に本社を置いていた地場スーパー・株式会社おおうちを合併。それに伴い広島のおおうち本社はアパンダ広島支社になり、それぞれの会社が運営していたスーパーも順次アパンダに店名が変更された。

### 会社更生法適用
しかし2006年12月27日、大阪地方裁判所に会社更生手続開始の申立てを行い、即日会社更生法に基づく保全管理命令が発令された。保全管理人（保全管財人）には中島健仁弁護士他が指名された（その後交代）。負債総額は約180億円と見られている。
倒産に至った理由としては他社の買収・合併や他業種への進出などの過程で関連の費用がかさみ、資金繰りが悪化したことが挙げられている。申立て前の対応としては一部不動産の売却、近接していた店舗の統合、不採算店舗の閉鎖などを行った。
2007年1月31日、ユアーズグループがスポンサーに名乗りを上げ、同社が広島のアパンダ全8店舗を現在同社の下で経営再建を進めている丸和が九州のアパンダ店舗をそれぞれ引き継いで再建計画を立てることが決定した。当初は店名を改称せずに営業していた。
ユアーズグループでは多角化戦略を見直し、スーパーマーケット事業に特化した再建計画の立案を目指し、葬祭業など他の事業に関しては売却を含め切り離す方向で検討。その一環として集客が見込めないと判断された店舗や引き取り先であるユアーズ・丸和の既存店と商圏が重複する店舗については2007年10月以降、順次閉鎖を進める一方、地域に競合店が無かったりあっても数が少なく、住民の生活に欠かせない存在となっていると判断された店舗についてはテコ入れを進めた。特に丸和は地盤とする北九州市内などの一部の店舗については、看板などで「丸和」を前面に押し出した店作りをし、事実上運営を一体化させた。それらの店舗ではポイントカードシステムについても丸和のシステムに統合された。また2007年11月11日に旧おおうち店舗で初めて、江波店・大州店など不採算店3店が閉店した。
当初、九州の店舗については協同組合九州スーパーマーケットグループも丸和と共に再建に関わっていたが、条件面で折り合いがつかず、途中でスポンサーを降板。この為、存続させる店舗数を当初予定よりも減らすなどの対応をとった上で再建計画の提出期限延期を申請。計画は大阪地裁に認められ、2008年4月に最終決定した。同年5月1日付で広島県内の5店舗をユアーズが、九州の13店舗を丸和がそれぞれ引き継いで自社の店舗網に組み入れた。会社自体はいわゆる「新旧分離」を行い、旧会社は清算され、新会社は店舗の土地・建物の管理を行うことになっている。
なお店舗の多くは、ユアーズの不採算店舗整理の過程の中で2016年5月末までに大半が閉店しており、元・アパンダの店舗で現存するのは「ユアーズ」に転換された十日市店・本浦店の2店舗のみとなっている。
2008年6月10日、元会長ら2人が福岡県警察に逮捕された。架空の増資を行った容疑で、会社再建の過程でこれに気づいた更生管財人が警察に告発していた。捜査の結果、元会長のみが正式に起訴されている。

## 店舗
以下、店舗譲渡が行われる時点におけるものとする。
- △は「なかの」から「アパンダ」に改装された店舗。

### ユアーズグループが引き継いだ店舗
| 引受企業 | 店舗名     | 所在地             | 備考 |
| 丸和     |            |                    | |
| -------- | ---------- | ------------------ | --- |
| 丸和     | 三萩野店   | 北九州市小倉北区   | かつての24時間営業店。2016年3月31日で閉店。 同年8月11日に建物をそのまま使用し、ウォンツ小倉三萩野店が開店。 2018年2月16日にツルハドラッグ小倉三萩野店に改装。                         |
| 丸和     | 湯川店     | 北九州市小倉南区   | 石原商事本社併設。経営破綻した「まるよし」本店跡。 ADR手続きの過程で整理対象になり、2010年11月いっぱいで閉店。 跡地は分譲マンション「グランドパレス安部山公園ステーションサイド」に。 |
| 丸和     | 吉田店△    | 北九州市小倉南区   | 2010年2月21日で閉店。 |
| 丸和     | 長行店△    | 北九州市小倉南区   | 24時間営業店。2013年1月7日で閉店。 |
| 丸和     | 門司大里店 | 北九州市門司区     | 大里地区には元々丸和門司店があることから、2010年1月10日で閉店。 |
| 丸和     | 境川店     | 北九州市戸畑区     | 当初「どん!鮮市場」として開店。2010年1月10日で閉店。 |
| 丸和     | 折尾浅川店 | 北九州市八幡西区   | 2013年10月22日で閉店。 |
| 丸和     | 苅田店△    | 福岡県京都郡苅田町 | 「丸和」ブランド店舗の不採算店舗整理に伴い、2015年11月30日に閉店 |
| 丸和     | 新田原店△  | 福岡県行橋市       | 「丸和」ブランド店舗の不採算店舗整理に伴い、2015年11月30日に閉店 |
| 丸和     | 田川店     | 福岡県田川市       | グループ1号店。同業「壽屋」跡に「シアーズ・1」として開店。 その後、「アパンダ」に改装された店舗。2009年12月20日で閉店。                                                               |
| 丸和     | 伊加利店△  | 福岡県田川市       | ADR手続きの過程で整理対象になり、2011年1月30日で閉店。 |
| 丸和     | 香春店△    | 福岡県田川郡香春町 | ADR手続きの過程で整理対象になり、2011年1月30日で閉店。 |
| 丸和     | 川崎店     | 福岡県田川郡川崎町 | 「なかの」から「丸和・アパンダ」に改装された店舗。2009年11月末で閉店 |
| ユアーズ | 十日市店   | 広島市中区         | 24時間営業店。「おおうち」から「アパンダ」に改装された店舗。 |
| ユアーズ | 舟入店     | 広島市中区         | 「おおうち」から「アパンダ」に改装された店舗。「ユアーズ」として閉店。 |
| ユアーズ | 本浦店     | 広島市南区         | 「おおうち」から「アパンダ」に改装された店舗。 |
| ユアーズ | 青崎店     | 広島市南区         | 「おおうち」から「アパンダ」に改装された店舗。 「ユアーズ」の不採算店舗整理に伴い、2016年5月31日に閉店                                                                                |
| ユアーズ | 三篠店     | 広島市西区         | 「おおうち」から「アパンダ」に改装された店舗。 「ユアーズ」の不採算店舗整理に伴い、2016年5月31日に閉店                                                                                |

### 閉店した店舗
会社更生法適用申請前から、不採算・エリア重複の店舗を閉鎖したり、別の場所に移転させるなどの対策を行ってきた。
| 所在地               | 閉鎖店名                                  | 現在                                                                                    | 備考 |
| 福岡県北九州市       | 福岡県北九州市                            | 福岡県北九州市                                                                          | 福岡県北九州市 |
| -------------------- | ----------------------------------------- | --------------------------------------------------------------------------------------- | --- |
| 門司区               | アパンダ門司別院店                        | 不明                                                                                    | |
| 小倉北区             | なかの足立店                              | プライスファクトリー小倉足立本店                                                        | |
| 小倉北区             | アパンダ富野店→丸和富野店                 | ドラッグストア「サンキュードラッグ富野薬局」                                            | 会社更生法申請後、丸和富野店に店名を変更し再開店するも2007年11月11日に閉店。 |
| 小倉北区             | アパンダ今町店                            | 空き店舗                                                                                | 同業の「とみやま」から引き継いだ店舗。 |
| 小倉北区             | アパンダ鍛冶町店                          | 北九州予備校直営寮                                                                      | 「ホテル アパンダ」1階にあった。 |
| 小倉北区             | なかの白銀店 →アパンダ白銀店 →丸和白銀店△ | ドラッグコスモス白銀店                                                                  | 「なかの」出店前はホームセンターであった。 近隣に元々丸和店があったこともあり、2007年11月11日閉店。 数年間空き店舗であった後にワイドマートドラッグ&フード白銀店が入店するも、 2018年頃に閉店し解体。 2019年5月にかつて駐車場であった位置にドラッグコスモス白銀店が開店。 |
| 小倉南区             | プライス9そね店                           | 不明                                                                                    | |
| 小倉南区             | アパンダ蒲生店 →丸和蒲生店△               | 歩道の一部                                                                              | 2007年11月11日に閉店。 |
| 小倉南区             | アパンダ横代店 →丸和横代店                | ディスカウントストアダイレックス横代店                                                  | 一旦「なかの横代店」として閉店後、別の場所で「アパンダ」として再開店。 2007年11月11日に閉店。 |
| 若松区               | アパンダ宮丸店                            | 空き店舗                                                                                | |
| 八幡西区             | アパンダ本城店                            |                                                                                         | |
| 八幡西区             | どん!鮮市場三ヶ森店                       |                                                                                         | |
| 八幡西区             | アパンダ陣原店△                           | 食品スーパー・ポップコーン陣原店 →食品バラエティストア・チマキング陣原店 →空き店舗→解体 | 2007年2月13日に閉店。 周辺の再開発に伴い、2022年2月ごろ解体。 |
| 八幡西区             | アパンダ黒崎店→丸和黒崎店                 | 解体 コインパーキング→UFO2005（パチンコ店）                                             | 元・ダイエー⇒トポス黒崎店。2007年11月11日に閉店。 |
| 戸畑区               | アパンダ戸畑店                            |                                                                                         | |
| 福岡県京築・筑豊地区 |                                           |                                                                                         | |
| 行橋市               | アパンダ行橋店△                           | ゆめタウン南行橋店                                                                      | |
| 直方市               | シアーズ・1直方店                         |                                                                                         | 同業「ハローデイ」跡に進出。 |
| 鞍手郡鞍手町         | なかの鞍手店                              |                                                                                         | 外装をアパンダ仕様に改装し開店を待つばかりだったが、一度も開店することなく閉店。 |
| 飯塚市               | なかの頴田店 →アパンダ頴田店 →丸和頴田店△ | 空き店舗（廃墟状態）→2016年頃解体                                                       | 2007年11月11日閉店 |
| 田川市               | VIGOR（ビガー）伊田店                     | ベスト電器New田川店                                                                     | 元「なかの」。 ベスト電器はアパンダ田川店（一号店）より移転。 |
| 田川市               | アパンダ夏吉店△                           | アジアケータリングサービス セントラルキッチン                                           | 2007年2月13日閉店 |
| 田川郡川崎町         | なかの池尻店                              |                                                                                         | |
| 福岡県福岡市         |                                           |                                                                                         | |
| 東区                 | アパンダ箱崎店                            | マンガ倉庫箱崎店                                                                        | |
| 博多区               | アパンダ吉塚店                            | 博多食鮮工房                                                                            | |
| 博多区               | アパンダ月隈店                            | 食品バラエティストアチマキング月隈店 →トライアル月隈店                                  | |
| 福岡県福岡都市圏     |                                           |                                                                                         | |
| 福津市               | アパンダ福間店                            | エルバリュー福間店                                                                      | |
| 古賀市               | アパンダ古賀店△                           | わいわいファーム古賀店                                                                  | 2007年10月閉店。旧どん!鮮市場古賀店。 |
| 筑紫野市             | アパンダ二日市店                          | スーパージョイント二日市店                                                              | 九州スーパーマーケットダイエー（現：グルメシティ九州）店舗跡を買収。 2007年10月10日に閉店。 |
| 大野城市             | アパンダ大野城店                          | スーパージョイント大野城店                                                              | |
| 筑紫郡那珂川町       | アパンダ那珂川店                          | ナフコ南那珂川店資材館                                                                  | |
| 小郡市               | アパンダ小郡店                            | エルバリュー小郡店                                                                      | 他の店舗から「シアーズ・1」を経て「アパンダ」に改装。 2007年10月に閉店 |
| 大分県               |                                           |                                                                                         | |
| 大分市               | アパンダ下郡店△                           | 解体 現在更地                                                                           | |
| 大分市               | なかの東大分店                            | ダイソー森町店                                                                          | 「アパンダ」との合併前後に閉店。 |
| 大分市               | なかの上田店                              | 解体、2010年現在更地                                                                    | 「アパンダ」との合併前後に閉店。 |
| 中津市               | シアーズ・1中津店                         | セブンイレブン福沢通店                                                                  | 旧「AXiS中津寿屋百貨店くらし館」。 入口看板は「くらし館」、塔屋はシアーズ・1のまま。 2010年11月解体終了、翌2011年にコンビニへ。 2012年末までに本館（ファッション館）も解体完了。                                                                                         |
| 中津市               | アパンダ東中津店△                         | マルショク東中津店                                                                      | |
| 中津市               | なかの中津中央店                          | 解体                                                                                    | |
| 宇佐市               | アパンダ宇佐店△                           | スーパーバリュー宇佐店                                                                  | |
| 豊後高田市           | アパンダ高田店△                           | セブンイレブン豊後高田新地店                                                            | |
| 杵築市               | アパンダ杵築店△                           | ディスカウントストアアタックス杵築店                                                    | 2007年5月に閉店 |
| 熊本県               |                                           |                                                                                         | |
| 菊池市               | アパンダ熊本泗水店                        | スーパー菊屋 泗水鶴丸市場                                                               | 旧名「SPニューズタウン泗水」、当時の核店舗は旧マルショク泗水店。 （マルショク泗水店は近隣に移転。） |
| 長崎県               |                                           |                                                                                         | |
| 諫早市               | シアーズ・1諫早店                         | 緑屋家具                                                                                | |
| 宮崎県               |                                           |                                                                                         | |
| 宮崎市               | シアーズ・1宮崎店                         | フィットネスクラブWOW'D宮崎店                                                           | カリーノ宮崎の地下2階食品売場。 なお当店閉店に伴い食品売場は地下1階に移設され、現在マルショクが入居。 |
| 広島県広島市         |                                           |                                                                                         | |
| 中区江波             | アパンダ江波店                            | マンション                                                                              | 2006年、「おおうち」から「アパンダ」に改称された店舗。 2007年11月11日に閉店。 |
| 南区向洋             | アパンダ向洋店                            |                                                                                         | 2006年、「おおうち」から「アパンダ」に改称された店舗。 2007年11月11日に閉店。 |
| 南区大州             | アパンダ大州店                            | ウォンツ大州店                                                                          | 2006年開店、2007年11月11日閉店。 |

## その他
- ホテルアパンダ（北九州市小倉北区鍛冶町） - スーパー移譲後も「アパンダ」を名乗っていた。2009年頃に“ホテルアズエル小倉”に改称するも間もなく営業を停止。2012年5月、学校法人金澤学園（北九州予備校の運営法人）に買収され、直営寮として使用されている。
- 割烹大同館（北九州市小倉南区） - 元々割烹旅館だったのを石原商事が買収して割烹料亭とした。再建計画では真っ先に切り離し対象となり、2007年11月に閉店した。

- 前述のホテルアパンダ斜め向かいにある北九州米町ビルの最上階壁面には「アパンダBLDG.」のロゴマークが残されている（2014年7月現在）。